# Chính giới
Chính giới hay giới chính trị gia hay còn có các tên gọi khác như giới tinh hoa chính trị hoặc chính trường là một khái niệm tương đối trong lĩnh vực chính trị học, ban đầu được phát triển bởi nhà lý luận chính trị người Ý có tên là Gaetano Mosca (1858–1941). Từ này chỉ đến một nhóm nhỏ những người liên quan có nhận thức cao và hoạt động trong lĩnh vực chính trị, gồm cả những nhà lãnh đạo quốc gia có tầm ảnh hưởng lớn. Ngoài ra còn có các thuật ngữ như giới lãnh đạo, cán bộ nhà nước hoặc quan trường, giới quan chức, giới chức được dùng để chỉ đến những người có chức vụ cao, đại diện cho một ngành, một đơn vị, một địa phương, v.v... nào đó. Như Max Weber đã viết, chính giới họ không chỉ sống "vì chính trị", giống như những nhân sĩ trí thức xưa từng làm, nhưng lại tạo dựng sự nghiệp "ngoài chính trị" như các chuyên gia chính sách và các nhà chuyên môn trong các lĩnh vực đặc biệt của hành chính công. Mosca đã tiếp cận vấn đề nghiên cứu giới chính trị gia bằng cách thẩm tra cơ chế mô phỏng và tái hiện giai cấp thống trị; các đặc điểm của chính khách và các hình thức tổ chức khác nhau được phát triển dựa vào sử dụng quyền lực.
Ngành lập pháp thông qua bầu cử có thể dần bị chi phối các chuyên gia chủ đề; được hỗ trợ bởi đội ngũ nhân viên cố định, những người mà sẽ góp phần trở thành giới chính trị gia.

## So sánh giới tinh hoa các nước
Sự hiện diện hoặc thiếu vắng giới chính trị gia tại một quốc gia phụ thuộc vào lịch sử từng nước. Lấy ví dụ nước Đức (sau năm 1945) có một tầng lớp chính trị gia cực yếu với sự "cấm cửa đáng kể" đối với thứ chủ nghĩa tinh hoa đã từng chi phối nước Đức trước năm 1945 gồm có Đế quốc Đức, Cộng hòa Weimar và Đức Quốc Xã. Hoàn toàn trái ngược, nước Pháp lại sở hữu giới chính trị gia vô cùng thanh thế, vốn được rèn luyện trong các ngôi trường tinh hoa đặc biệt.

## Chủ nghĩa dân túy
Các phong trào chính trị theo chủ nghĩa dân túy khắc họa bản thân họ như là kẻ thù của chính giới đã được thiết lập và những người ngoài cuộc đến từ giới chính trị gia chủ chốt sẽ không còn đại diện cho nhân dân và trở nên suy đồi đạo đức. Những phong trào như này có thể kể đến Đảng Độc lập Anh Quốc, Mặt trận Quốc gia Pháp, Đảng Tự do Áo, Đảng Vlaams Belang của Bỉ.